# 扩充巴科斯范式
在计算机科学中，扩充巴科斯-瑙尔范式（ABNF）是一种基于巴科斯-瑙尔范式（BNF）的元语言，但它有自己的语法和派生规则。ABNF的目的是提供一种用于描述双向通信协议的语言的形式系统。它是由第68号互联网标准 （页面存档备份，存于）（"STD 68"，大小写样式按照原文）定义的，也就是RFC 5234，经常用于互联网工程任务组（IETF）通信协议的定义语言。
RFC 5234取代RFC 4234、2234、733。RFC 7405为RFC 5234提供了支持区分大小写字符串的扩展。

## 介绍
一个ABNF规范是一些推导规则的集合，书写为：
```
规则 = 定义;注释CR LF
```

其中：
- “规则”是不区分大小写的非最终符号
- “定义”由定义该规则的一系列符号组成
- “注释”用于记录
- “CR LF”（回车、换行）用来结束

规则名字是不区分大小写的: <rulename>, <Rulename>, <RULENAME>和<rUlENamE>都指的是同一个规则。规则名字由一个字母以及后续的多个字母、数字和连字符（减号）组成。
用尖括号（“<”，“>”）包围规则名并不是必需的（如同它们在BNF里那样），但是它们可以用来在散文中界定规则名，以方便识别出规则名。

## 最终值
最终值由一个或多个数值字符指定。
数值字符可按下面的方式指定：先是一个百分号“%”，紧跟着基数（b = 二进制, d = 十进制, x = 十六进制），再其后是这个数值或数值串（用“.”来指示串联）。例如：“回车”可以用十进制的%d13或十六进制的%x0D来指定，而“回车换行”则可以用%d13.10来指定。
字面文本是通过包含在在双引号（"）中字符串来指定的。这些字符串是不区分大小写的，使用的字符集是（US-）ASCII。所以字符串“abc”将匹配“abc”,“Abc”,“aBc”,“abC”,“ABc”,“AbC”,“aBC”和“ABC”。对于区分大小写的匹配，必须定义明确的字符，例如:若要匹配“aBc”，定义必须是%d97 %d66 %d99。

## 操作符

### 空白字符
空白字符被用来分隔定义中的各个元素:要使空格被识别为分割符则必须明确的包含它。

### 串联
```
规则1规则2
```

规则可以通过列出一系列的规则名来定义。
要匹配字符串“aba”可以使用下列规则:
1. foo = %x61	; a
2. bar = %x62	; b
3. mumble = foo bar foo

### 选择 /
```
规则1 / 规则2
```

一个规则可以通过用斜杠（“/”）分隔的可供选择的子规则列表来定义。
要接受规则<foo>或规则<bar>可构造如下规则:
1. foobar = foo / bar

### 增量选择 =/
```
规则1 =/ 规则2
```

可以通过在规则名和定义之间使用“=/”来向一个规则增加补充选择。
规则
1. ruleset = alt1 / alt2 / alt3 / alt4 / alt5

等价于
1. ruleset = alt1 / alt2
2. ruleset =/ alt3
3. ruleset =/ alt4 / alt5

### 值范围%c##-##
```
%c##-##
```

数值范围可以通过使用连字符（“-”）来指定。
规则
1. OCTAL = "0" / "1" / "2" / "3" / "4" / "5" / "6" / "7"

等价于
1. OCTAL = %x30-37

### 序列组合 ()
```
(规则1规则2)
```

在定义中，元素可以放置在圆括号中来将规则组合起来，该组合视为单个元素。
要匹配“elem foobar snafoo”或“elem tarfoo snafoo”可以构造下列规则:
1. group = elem (foobar / tarfoo) snafoo

要匹配“elem foobar”或“tarfoo snafoo”可以构造下列规则:
1. group = elem foobar / tarfoo snafoo
2. group = (elem foobar) / (tarfoo snafoo)

### 不定量重复m*n
元素前面的星号*表示重复，其完整形式是：
```
m*n规则
```

要表示一个元素的重复，就要使用<m>*<n>元素形式。可选的<m>给出要包含的元素的最小数目，默认为0；可选的<n>给出要包含的元素的最大数目，默认为无穷大。
例子：
- *元素表示零个或更多元素
- 1*元素表示一个或更多元素
- 2*4元素表示两个至四个元素

### 定量重复n
```
n规则
```

要表示特定数目的元素可使用形式<n>元素，相当于用不定量重复形式表示的<n>*<n>元素。
使用2DIGIT得到两个数字，使用3DIGIT得到三个数字。(DIGIT在下面的核心规则中定义，也见例子中的zip-code)。

### 可选序列[]
```
[规则]
```

要表示可选元素，下列构造是等价的:
1. [foobar snafoo]
2. *1(foobar snafoo)
3. 0*1(foobar snafoo)